# Beata cinereonitida
Beata cinereonitida är en spindelart som beskrevs av Simon 1902. Beata cinereonitida ingår i släktet Beata och familjen hoppspindlar. Inga underarter finns listade.